# Kotasaari (ö i Södra Karelen, Villmanstrand, lat 61,22, long 27,64)
Kotasaari är en ö i Finland. Den ligger i sjön Kuolimo och i kommunen Savitaipale i den ekonomiska regionen  Villmanstrands ekonomiska region  och landskapet Södra Karelen, i den södra delen av landet, 190 km nordost om huvudstaden Helsingfors. Öns area är 4,9 hektar och dess största längd är 430 meter i sydöst-nordvästlig riktning.